# Sebastián Gamarra
Sebastián Gamarra Ruíz (Tarija, 15 de enero de 1997), también conocido como El Pirlo Boliviano, es un futbolista boliviano. Juega de centrocampista y su equipo actual es Ciudad Nueva Santa Cruz de la Asociación Cruceña de Fútbol.

## Selección nacional
En el año 2015 forma parte de la pre-nómina de 30 jugadores de la Selección de fútbol de Bolivia para disputar la Copa América 2015. Finalmente, el 30 de mayo se confirma que fue incluido por Mauricio Soria en la lista final de 23 jugadores para disputar el torneo. Debutó con "la verde" el 6 de junio frente a la Selección de fútbol de Argentina, en un partido amistoso, previo a la Copa. Gamarra fue titular y fue remplazado en el cole entretiempo y fue amonestado con tarjeta amarilla a los 27 minutos. "Los albicelestes" ganaron el partido por 5 a 0.

### Participaciones en Copa América
| Torneo            | Sede  | Partidos | Goles | Resultado        |
| ----------------- | ----- | -------- | ----- | ---------------- |
| Copa América 2015 | Chile | 0        | 0     | Cuartos de final |

## Clubes
| Club                    | País    | Año               |
| ----------------------- | ------- | ----------------- |
| AC Milan Primavera      | Italia  | 2014 - 2016       |
| FeralpiSalò             | Italia  | 2016 - 2018       |
| A.C. Pisa 1909          | Italia  | 2019              |
| Oriente Petrolero       | Bolivia | 2019 - 2020       |
| Ciclón                  | Bolivia | 2021              |
| Ciudad Nueva Santa Cruz | Bolivia | 2023 - Actualidad |